# Asian Dub Foundation
Asian Dub Foundation — британская группа, в своих композициях смешивающая различные стили — рок, электронную музыку, брейкбит, драм-н-бейс, даб и регги. Тексты группы выделяются своей политизированностью и затрагивают многие проблемы современного общества — ксенофобия, политика двойных стандартов, расизм, насилие, экономическая глобализация.

## История
Группа образовалась в 1993 году, в Ист-Энде, рабочем районе Лондона. У истоков создания стояли британцы индийского и непальского происхождения: диджей Джон Пандит (John «Pandit G» Pandit), 14-летний рэпер Дидир Заман (Deeder «Master D» Zaman , участник группы State of Bengal), басист Анирудха Дас (Aniruddha «Dr. Das» Das) и гитарист Стив Чандра Савал (Steve Chandra Savale aka «Chandrasonic», экс-участник группы Higher Intelligence Agency). Последний был примечателен своей манерой игры — настройка всех струн на одну ноту (как на ситаре) и использование ножа вместо медиатора. То, что почти все они, помимо увлечения музыкой, были социально активными людьми (Пандит состоял в CAPA — организации по защите прав цветного населения, а Дас руководил одной из лабораторий Community Music — фонда, помогающего детям цветных районов Лондона получить музыкальное образование), определило и направление коллектива.
Смешивая на своих выступлениях различные стили, от панк-рока до бенгальских народных песен, ADF быстро обзаводится множеством поклонников, в том числе и среди антифа. К группе присоединяется диджей и клавишник Санжай Гулабхай Тейлор (Sanjay Gulabhai Tailor «Sun-J») и танцор Bubble-E.
В 1994 году выходит первый сингл Conscious, в том же году ADF выступают на разогреве у известной британской команды Transglobal Underground. В 1995 году на лейбле Nation Records выходит альбом Facts & Fiction, который критиками остался почти незамеченным. Тем не менее, группу очень тепло принимают на концертах во Франции, где в 1997 году на Virgin France выходит второй альбом R.A.F.I. (в Англии альбом был переиздан в 1998 под названием Rafi’s Revenge). Альбом был номинирован на Mercury Prize. В том же году лидер группы Primal Scream Бобби Гиллеспи пригласил ADF в совместный концертный тур по Англии.
В 1998 году группа, при содействии и активной поддержке Лондонской Коллегии Искусств основывает ADF Education — организацию, цель которой обучение детей из бедных семей музыке и технологиям.
Далее последовали концертные туры по США (совместно с Beastie Boys) и Японии, а весной 1999 года Asian Dub Foundation отправляются в уже самостоятельный тур «Asian Invasion» по Америке, в конце того же года вышел концертный альбом Conscious Party.
Третий альбом ADF вышел 20 февраля 2000 года под названием Community Music, и представлял по звучанию смешение электроники и традиционной индийской музыки, с использованием струнных и духовых инструментов. В песнях группа показала своё негативное отношение к политике правительства Тони Блера (песня «Real Great Britain»), в песне «Committed To Life» приняла участие политэмигрантка из США Ассата Шакур, одна из основательниц организации «Чёрные пантеры». Журнал New Musical Express выставил альбому 10 из 10 баллов. ADF отправились в европейский тур, играя на разогреве у Rage Against the Machine, а в треке «Memory Wars» критиковались попытки переписать новейшую политическую историю:

The history they teach is the voice of the victor

You need to look again you need to have a propaganda! 

If truth is your price then come join the bounty hunters 

Because truth make you the enemy of all these liars

Также слова из припева этой песни:

Who controls the past controls the present,
And who controls the present controls the future

Являются изменённой цитатой из романа Джорджа Оруэлла «1984» — «Тот, кто управляет прошлым, управляет будущим. Тот, кто управляет настоящим, управляет прошлым». («He who controls the past controls the future. He who controls the present controls the past»).
В конце 2000 года группу покидает Заман (он принял решение сосредоточиться над социальными проектами). ADF набирает новых участников — Рокки Сингх (Rocky Singh) (ударные), Притпал Раджпур (Pritpal Rajpur) (табла, доле), MC Aktarvata (вокал), MC Spex (вокал). Два последних до этого играли в группе Invasion, одном из проектов ADF Education.
В апреле 2001 года при поддержке Британского консульства ADF дали концерты в Бразилии совместно с группами Orappa, Nacao Zumbi и Afroreggae.
3 февраля 2003 года выходит альбом Enemy Of The Enemy, записанный при участии известного реггей продюсера Эдриана Шервуда. В текстах — критика глобализации (песня «Fortress Europe», при участии гитариста Radiohead Джонни Гринвуда), проблемы бытового насилия («1000 Mirrors», вокал Шинейд О’Коннор (Sinead O’Connor)). Треки «Blowback» и «Enemy Of The Enemy» посвящены памяти событий 11 сентября 2001 года в Америке. Также в записи альбома принимал ещё один гитарист Radiohead — Эдвард О’Брайен.
28 февраля 2005 года выходит альбом Tank, саунд которого сместился в сторону электроники и драм-н-бейс-ритмов.
Цитата из песни «Round Up»

dem come for de rasta and you say nothing 

dem come from the muslims you say nothing 

dem come for the anti-globalist you say nothing 

dem even come for the liberals and you say nothing 

dem come for you and will speak for you? who will speak for you?
является отсылкой к высказыванию Мартина Нимёллера, заключённого нацистского концлагеря:
Сначала они пришли за евреями. Я молчал — я не был евреем. Затем они пришли за коммунистами. Я молчал — я не был коммунистом. Затем они пришли за профсоюзными работниками. Я молчал — я не был профсоюзным работником. Затем они пришли за мной. Не осталось никого, кто мог бы мне помочь.
В 2006 году ADF замахнулись на создание даб-панк-оперы. «Каддафи опера» (Gaddafi: the Opera), как следует из названия, рассказывает о ливийском лидере Муамаре Каддафи. Участие в постановке принимали коллектив Английской Национальной Оперы (ENO) и сценарист Шан Хан (Shan Khan). Премьера прошла в London Coliseum 7 сентября 2006 года. В том же году из группы уходит Дас (он занялся сольной карьерой). На его место приглашается Мартин Савал (Martin Savale «Babu Stormz»), участник электро\грандж\хип-хоп группы Swami и родной брат Чандра Савала. В 2007 в ADF происходит смена MC Spex’a на Эла Рамджена (Al Rumjen), участника ска-группы King Prawn.
Весной 2008 года состоялся релиз очередного восьмого студийного альбома ADF — Punkara.

## Дискография

### Альбомы
- 1995 — Facts and Fictions
- 1997 — R.A.F.I. (первоначально был издан только во Франции)
- 1998 — Rafi’s Revenge
- 1998 — Conscious Party (первоначально был издан только во Франции)
- 2000 — Community Music
- 2001 — Frontline 1993—1997: rarities and remixes
- 2003 — Enemy of the Enemy
- 2003 — Live: Keep Bangin' on the Walls
- 2005 — Tank
- 2007 — Time Freeze 1995/2007: The Best Of
- 2008 — Punkara
- 2011 — A History of Now
- 2013 — The Signal And The Noise
- 2015 — More Signal More Noise
- 2020 — Access Denied

### Сольные работы Даса
- 2006 — Emergency Basslines

### Сольные работы Замана
- 2008 — Minority Large (вышел только в Японии)

### Синглы
- 1997 — Naxalite
- 1998 — Free Satpal Ram
- 1998 — Buzzin'
- 1998 — Black White
- 2000 — Real Great Britain
- 2000 — New Way, New Life
- 2003 — Fortress Europe
- 2003 — 1000 Mirrors (feat. Sinead O’Connor)

### DVD
- 2003 — Asian Dub Foundation live